# Sic bo
Sic bo (骰 寶), poznat i kao tai sai (大 細), dai siu (大小), veliki i mali ili hi-lo, nejednaka je igra na sreću drevnog kineskog porekla koja se igra s tri kocke. Grand hazard i chuck-a-luck su varijante, obe engleskog porekla. Doslovno značenje sic bo je “dragocena kocka”, dok dai siu i tai sai znače “veliki [ili] mali”. 
Sic bo je kazino igra, popularna u Aziji, koja se često igra (kao dai siu) u kockarnicama u Makau. Na Filipinima se igra kao hi-lo. U SAD su je uveli kineski imigranti početkom 20. veka, a sada je možete pronaći u većini američkih kockarnica. Od 2002. godine može se legalno igrati u licenciranim kazinima u Ujedinjenom Kraljevstvu. Danas se sic bo može igrati u mnogim onlajn kockarnicama širom sveta.
Sic bo pripada kategoriji kazino igre na stolu, zajedno sa popularnim igre sa kartama. Igranje uključuje klađenje da će određeni uslov (npr. Da će se sve tri kockice izaći na isto) biti zadovoljen bacanjem kocke.

## Plan igre
Igrači stavljaju svoje opklade na područja stola koja su podeljena u imenovane okvire za bodovanje. Diler zatim uzima malu škrinju u kojoj se nalaze kockice, koju zatvara i protrese, pre nego što otvori škrinju kako bi se otkrila kombinacija. 

## Poređenje sa crapsom
Sic bo je jedna od dve kazino igre koja uključuje kockice, a druga je craps. Sic bo je strogo igra na sreću jer svako bacanje kocke donosi pobedu ili poraz u bilo kojoj opkladi. U crapsu, neke opklade zahtevaju određene uloge pre nego što postanu dobitne ili gubitničke opklade, što potstiče strategiju.

## Opcije klađenja
| Type                                                              | Wager | Probability                 | United Kingdom                | United Kingdom | New Zealand                    | New Zealand | Macau & Hong Kong             | Macau & Hong Kong | No House Edge                                    |
| Type                                                              | Wager | Probability                 | Odds                          | House Edge     | Odds                           | House Edge  | Odds                          | House Edge        | Odds                                             |
| ----------------------------------------------------------------- | --- | --------------------------- | ----------------------------- | -------------- | ------------------------------ | ----------- | ----------------------------- | ----------------- | ------------------------------------------------ |
| Big(大)                                                           | Ukupan rezultat će biti od 11 do 17 | 48.61%                      | 1 to 1                        | 2.78%          | 1 to 1                         | 2.78%       | 1 to 1                        | 2.78%             | 37 to 35                                         |
| Small(小)                                                         | Ukupan rezultat će biti od 4 do 10 | 48.61%                      | 1 to 1                        | 2.78%          | 1 to 1                         | 2.78%       | 1 to 1                        | 2.78%             | 37 to 35                                         |
| Odd                                                               | Ukupan rezultat će biti neparan broj | 48.61%                      | 1 to 1                        | 2.78%          | 1 to 1                         | 2.78%       |                               |                   | 37 to 35                                         |
| Even                                                              | Ukupan rezultat će biti paran broj | 48.61%                      | 1 to 1                        | 2.78%          | 1 to 1                         | 2.78%       |                               |                   | 37 to 35                                         |
| Specific 'Triples' or 'Alls' (圍一 圍二 圍三 圍四 圍五 圍六)      | Na sve tri kocke će se pojaviti određeni broj                                                                                              | 0.46%                       | 180 to 1                      | 16.2%          | 180 to 1                       | 16.2%       | 150 to 1                      | 30.1%             | 215 to 1                                         |
| Specific Doubles                                                  | Određen broj će se pojaviti na najmanje dve od tri kockice                                                                                 | 7.41%                       | 10 to 1                       | 18.5%          | 11 to 1                        | 11.1%       | 8 to 1                        | 33.3%             | 25 to 2                                          |
| Any Triple or All 'Alls' (全圍)                                   | Jedan isti broj na sve tri kockice | 2.8%                        | 30 to 1                       | 13.9%          | 31 to 1                        | 11.1%       | 24 to 1                       | 30.6%             | 35 to 1                                          |
| Three Dice Total (konkretan ukupan rezultat u rasponu od 4 do 17) | 4 or 17 | 1.4%                        | 60 to 1                       | 15.3%          | 62 to 1                        | 12.5%       | 50 to 1                       | 29.2%             | 71 to 1                                          |
| Three Dice Total (konkretan ukupan rezultat u rasponu od 4 do 17) | 5 or 16 | 2.8%                        | 30 to 1                       | 13.9%          | 31 to 1                        | 11.1%       | 18 to 1                       | 47.2%             | 35 to 1                                          |
| Three Dice Total (konkretan ukupan rezultat u rasponu od 4 do 17) | 6 or 15 | 4.6%                        | 18 to 1                       | 12%            | 18 to 1                        | 12%         | 14 to 1                       | 30.6%             | 103 to 5                                         |
| Three Dice Total (konkretan ukupan rezultat u rasponu od 4 do 17) | 7 or 14 | 6.9%                        | 12 to 1                       | 9.7%           | 12 to 1                        | 9.7%        | 12 to 1                       | 9.7%              | 67 to 5                                          |
| Three Dice Total (konkretan ukupan rezultat u rasponu od 4 do 17) | 8 or 13 | 9.7%                        | 8 to 1                        | 12.5%          | 8 to 1                         | 12.5%       | 8 to 1                        | 12.5%             | 65 to 7                                          |
| Three Dice Total (konkretan ukupan rezultat u rasponu od 4 do 17) | 9 or 12 | 11.6%                       | 7 to 1                        | 7.4%           | 7 to 1                         | 7.4%        | 6 to 1                        | 19%               | 191 to 25                                        |
| Three Dice Total (konkretan ukupan rezultat u rasponu od 4 do 17) | 10 or 11 | 12.5%                       | 6 to 1                        | 12.5%          | 6 to 1                         | 12.5%       | 6 to 1                        | 12.5%             | 7 to 1                                           |
| Dice Combinations                                                 | Dve kocke će pokazati specifičnu kombinaciju dva različita broja (na primer, 3 i 4)                                                        | 13.9%                       | 6 to 1                        | 2.8%           | 6 to 1                         | 2.8%        | 5 to 1                        | 16.7%             | 31 to 5                                          |
| Single Dice Bet                                                   | Broj 1, 2, 3, 4, 5 ili 6 će se pojaviti na jednoj, dve ili sve tri kocke                                                                   | 1: 34.72% 2: 6.94% 3: 0.46% | 1: 1 to 1 2: 2 to 1 3: 3 to 1 | 7.9%           | 1: 1 to 1 2: 2 to 1 3: 12 to 1 | 3.7%        | 1: 1 to 1 2: 2 to 1 3: 3 to 1 | 7.9%              | 1: 1 to 1 2: 3 to 1 3: 5 to 1 (simplest version) |
| Four Number Combination                                           | Pojaviće se bilo koja tri od četiri broja u jednoj od sledećih specifičnih kombinacija: 6, 5, 4, 3; 6, 5, 3, 2; 5, 4, 3, 2; ili 4, 3, 2, 1 | 11.1%                       | 7 to 1                        | 11.1%          | 7 to 1                         | 11.1%       | 7 to 1                        | 11.1%             | 8 to 1                                           |
| Three Single Number Combination                                   | Kocka će pokazati specifičnu kombinaciju tri različita broja                                                                               | 2.8%                        | 30 to 1                       | 13.9%          | 30 to 1                        | 13.9%       |                               |                   | 35 to 1                                          |
| Specific Double and Single Number Combination                     | Dve kockice će pokazati određeni dupli broj, a treća kockica će pokazati određeni, drugačiji broj                                          | 1.4%                        | 50 to 1                       | 29.2%          | 60 to 1                        | 15.3%       |                               |                   | 71 to 1                                          |

## Varijante
Grand Hazard je kazino igra engleskog porekla, koja se takođe igra s tri kocke. Razlikuje se od Hazarda, još jedne kockarske igre engleskog porekla, koja se igra s dve kocke. Kockice se bacaju čašom ili se bacaju niz padobran koji sadrži niz nagnutih ravnina (“hazardni žleb”) niz koju se kockice kotrljaju dok padaju.  Ove trojke poznate su kao “tombole” i isplaćuju se od 18 do 1.
Chuck-a-luck, takođe poznat kao “znojna tkanina”, “chuckerluck” i kavez za ptice,  varijacija je u Sjedinjenim Državama, koja svoje poreklo vuče od Grand hazarda. Tri se kockice drže u uređaju koji nalikuje kavezu za ptice sa žičanim okvirom i koji se okreće oko njegovog središta. Diler okreće kavez krajem preko kraja, s kockicama koje sleću na dno. Chuck-a-luck obično sadrži samo opklade s jednim brojem, ponekad s dodatnim ulogom za bilo koju “trojku” (sve tri kockice pokazuju isti broj) s kvotom od 30 do 1 (ili približno). Chuck-a-luck nekada je bio uobičajen u kockarnicama u Nevadi, ali je sada redak, često zamenjen sic bo stolovima.
1. ↑  Bain, Joseph H. (1997). Casinos : the international casino guide, Volume 6 (6th изд.). Port Washington, N.Y.: B.D.I.T. Inc. стр. 559. ISBN 9780961861292.
2. ↑  Mendelson, Paul (2011). „12”. The mammoth book of casino games. London: Robinson. ISBN 9781849014960.
3. 1 2  The Official World Encyclopaedia of Sports and Games 1979 Diagram Group p 128